# Кусам ибн Аббас
Кусам ибн Аббас (араб. قثم بن العباس‎, около 624, Медина — 677, Самарканд) — арабский государственный деятель, проповедник. Руководитель Мекки при халифе Али ибн Абу Талибе, один из участников завоевания Средней Азии Арабским халифатом, первый проповедник ислама на территории современного Узбекистана.

## Биография
Кусам ибн Аббас родился около 624 года в Медине. Он был двоюродным братом центральной фигуры ислама Мухаммеда, а позднее стал его сподвижником. При правлении праведного халифа Али ибн Абу Талибе он занимал должность правителя Мекки. Во время правления Муавия ибн Абу Суфьян он участвовал в завоевании Средней Азии под руководством наместника Хорасана Саида ибн Усмана.
По приказу Саида ибн Усмана, Кусам ибн Аббас с несколькими войнами остался в Самарканде с целью распространения ислама и шариата в городе. В 677 году на Самарканд напали согдийцы и Кусам ибн Аббас погиб при обороне города.
Кусам ибн Аббас был похоронен на кладбище Бону ножия в Самарканде. Во время правления последнего правителя Сельджукского государства султана Ахмад Санджар (1118—1157) на этом кладбище было построено медресе Кусамийа (в настоящее время не сохранилось). Во время правления Амира Темура на его могиле построен мавзолей Кусама ибн Аббаса, который украшен различными арабскими надписями и среднеазиатскими узорами Тимуридского периода. Позднее это здание стало частью комплекса Шахи-Зинда (ансамбль мавзолеев Караханидской и Тимуридской знати), который является одним из уникальных памятников средневековой среднеазиатской архитектуры.